# 1146년

## 연호
- 남송(南宋) 소흥(紹興) 16년
- 금(金) 황통(皇統) 6년
- 일본(日本) 규안(久安) 2년
- 서하(西夏) 인경(人慶) 3년
- 리 왕조(李朝) 다이딘(大定) 7년

## 기년
- 남송(南宋) 고종(高宗) 20년
- 금(金) 희종(熙宗) 12년
- 고려(高麗) 인종(仁宗) 24년 / 의종(毅宗) 원년
- 서하(西夏) 인종(仁宗) 7년
- 리 왕조(李朝) 영종(英宗) 9년

## 사건
- 인종이 38세의 나이로 세상을 떠남.
- 인종의 아들 현이 20세의 나이로 왕위에 오름.  고려 18대 국왕 의종.

## 사망
- 고려(高麗)의 17대 국왕(國王) 인종(仁宗)
- 9월 14일 - 이마드 앗 딘 장기 : 제2차 십자군 시대 이슬람의 지도자.